# Santiago Arzamendia
Santiago Arzamendia est un footballeur international paraguayen né le 5 mai 1998 à Wanda. Il évolue au poste d'arrière gauche avec le club de l'Estudiantes LP.

## Biographie

### En club
Avec le club du Cerro Porteño, il joue plusieurs matchs en Copa Libertadores.

### En sélection
Il joue son premier match en équipe du Paraguay le 26 mars 2019, en amical contre le Mexique (défaite 4-2). Il participe quelques semaines plus tard à la Copa América organisée au Brésil. 

## Palmarès
- Champion du Paraguay en 2017 (Tournoi de clôture) avec le Cerro Porteño